# Jean-Louis Curvat
Jean-Louis Curvat, dit Vallin et connu sous le nom de capitaine Curvat-Vallin, né le 24 août 1903 à Corveissiat et mort le 8 mars 1977 à Lyon, est un policier et résistant français, capitaine du camp Didier.
Engagé dans la Résistance dès 1940, il organise les premiers groupes paramilitaires de Forces françaises combattantes (FFC) de la Croix-Rousse et de Cuire jusqu'à Neuville-sur-Saône. 
Membre de l'Armée secrète, il est l'adjoint de Paul Gouailhardou. En 1943, il rejoint les Forces françaises de l'intérieur (FFI)
Habitant Caluire, dans une maison voisine de celle du Dr Dugoujon, il est le témoin oculaire de l'arrestation de Jean Moulin. 
En 1944, après l'arrestation de Jean Gouailhardou, sous le pseudonyme de « Vallin », il prend la tête du 4e secteur de l'Armée secrète, dont le maquis est d'abord nommé camp Vallin, puis camp Didier.
Devenu commandant en chef des FFI du Camp Didier, Vallin est capturé le 24 août par une unité allemande mais parvient à s'échapper.
En 1945, il réintègre les rangs de la police nationale en tant qu'officier de paix.
La médaille de la Résistance française avec rosette lui a été attribuée par décret du 24 avril 1946.
Il a également été récompensé de la croix de guerre de 39-45, de la Croix du combattant volontaire et de la Légion d'honneur.